# Please Hammer, Don’t Hurt ’Em
Please Hammer, Don’t Hurt ’Em (englisch etwa für „Bitte Hammer, verletz’ sie nicht“) ist das dritte Studioalbum des US-amerikanischen Rappers MC Hammer. Es erschien am 12. Februar 1990 über die Labels Capitol Records und EMI. Mit weltweit über 18 Millionen verkauften Exemplaren und einer Diamant-Auszeichnung in den Vereinigten Staaten gehört es zu den kommerziell erfolgreichsten Rapalben der Geschichte.

## Produktion und Samples
MC Hammer selbst sowie Big Louis Burrell und Scott Folks fungierten bei dem Album als Ausführende Produzenten. Außerdem waren James Early und Felton Pilot als Co-Produzenten beteiligt.
Sechs Lieder enthalten Samples von Songs anderer Künstler. So sampelt Help the Children den Track Mercy Mercy Me (The Ecology) des Soul-Sängers Marvin Gaye und Here Comes the Hammer enthält Elemente des Stücks Super Bad von James Brown. In Pray sind Samples der Titel When Doves Cry von Prince sowie We Care a Lot der Rockband Faith No More enthalten, während U Can’t Touch This das Lied Super Freak von Rick James sampelt. Außerdem enthält Yo!! Sweetness Elemente der Songs Give It to Me Baby von Rick James und Your Sweetness Is My Weakness von Barry White und in Work This ist ein Sample des Tracks Let’s Work von Prince enthalten.
Des Weiteren sind vier Stücke des Albums Coverversionen anderer Titel. Have You Seen Her stammt ursprünglich von der Gesangsgruppe The Chi-Lites und On Your Face von der Band Earth, Wind and Fire. Das Original von Dancin’ Machine ist von den Jackson Five und She’s Soft and Wet stellt ein Prince-Cover dar.

## Covergestaltung
Das Albumcover zeigt MC Hammer, der einen schwarzen Anzug, Krawatte und eine Brille trägt und seine Arme vor dem Körper verschränkt. Der Schriftzug MC Hammer befindet sich in Braun bzw. Schwarz am oberen Bildrand und rechts im Bild steht der schwarze Titel Please Hammer, Don’t Hurt ’Em unterlegt von den braunen Buchstaben MC. Der Hintergrund ist in Weiß gehalten, während sich im Vordergrund ein großes blaues H über das gesamte Cover erstreckt.

## Titelliste
| #  | Titel                 | Länge |
| -- | --------------------- | ----- |
| 1  | Here Comes the Hammer | 4:32  |
| 2  | U Can’t Touch This    | 4:17  |
| 3  | Have You Seen Her     | 4:42  |
| 4  | Yo!! Sweetness        | 4:36  |
| 5  | Help the Children     | 5:17  |
| 6  | On Your Face          | 4:32  |
| 7  | Dancin’ Machine       | 2:55  |
| 8  | Pray                  | 5:13  |
| 9  | Crime Story           | 5:09  |
| 10 | She’s Soft and Wet    | 3:25  |
| 11 | Black Is Black        | 4:31  |
| 12 | Let’s Go Deeper       | 5:16  |
| 13 | Work This             | 5:03  |

## Singleauskopplungen
Sechs Lieder des Albums wurden als Singles ausgekoppelt. Davon war besonders die erste Auskopplung U Can’t Touch This erfolgreich, die in Deutschland und den USA eine Goldene Schallplatte erhielt. Auch die beiden folgenden Singles Have You Seen Her und Pray stiegen hoch in die Charts ein, während Here Comes the Hammer, Help the Children und Yo!! Sweetness nicht ganz so erfolgreich waren.

## Rezeption
| Professionelle Bewertungen | Professionelle Bewertungen |
| -------------------------- | -------------------------- |
| Kritiken                   |                            |
| Quelle                     | Bewertung                  |
| Rolling Stone              | [ 5 ]                      |
| allmusic                   | [ 6 ]                      |
| RapReviews                 | [ 7 ]                      |

Bei den Grammy Awards 1991 wurde Please Hammer, Don’t Hurt ’Em in der Kategorie Album of the Year nominiert, unterlag jedoch Back on the Block von Quincy Jones. Dagegen konnte die Single U Can’t Touch This den Preis in den Kategorien Best Rap Solo Performance und Best R&B Song gewinnen.

## Kommerzieller Erfolg

### Chartplatzierungen
Please Hammer, Don’t Hurt ’Em stieg am 20. August 1990 auf Platz 81 in die deutschen Albumcharts ein und erreichte zwei Wochen später mit Rang 14 die Höchstposition. Insgesamt konnte es sich 52 Wochen in den Top 100 halten. In den USA erreichte das Album die Spitzenposition der Charts und konnte sich 108 Wochen in den Top 200 halten, davon 21 Wochen auf Rang 1. Auch in Österreich, der Schweiz und Großbritannien erreichte das Album die Charts. In den deutschen Jahrescharts 1991 belegte der Tonträger Rang 37.
| ChartsChartplatzierungen       | Höchstplatzierung | Wochen |
| ------------------------------ | ----------------- | ------ |
| Deutschland (GfK)              | 14 (52 Wo.)       | 52     |
| Österreich (Ö3)                | 15 (11 Wo.)       | 11     |
| Schweiz (IFPI)                 | 11 (21 Wo.)       | 21     |
| Vereinigte Staaten (Billboard) | 1 (108 Wo.)       | 108    |
| Vereinigtes Königreich (OCC)   | 8 (59 Wo.)        | 59     |

| ChartsJahrescharts (1990) | Platzierung |
| ------------------------- | ----------- |
| Deutschland (GfK)         | 93          |
| Schweiz (IFPI)            | 29          |

| ChartsJahrescharts (1991) | Platzierung |
| ------------------------- | ----------- |
| Deutschland (GfK)         | 37          |

### Auszeichnungen für Musikverkäufe
Please Hammer, Don’t Hurt ’Em verkaufte sich weltweit über 18 Millionen Mal und gehört damit zu den kommerziell erfolgreichsten Rapalben der Geschichte. Allein in den Vereinigten Staaten belaufen sich die Verkäufe auf mehr als zehn Millionen Exemplare, wofür es dort eine Diamant-Schallplatte (10-fach Platin) erhielt. Auch international war das Album erfolgreich und bekam in Deutschland für über 250.000 verkaufte Exemplare eine Goldene Schallplatte, während es im Vereinigten Königreich für mehr als 600.000 verkaufte Einheiten mit Doppel-Platin ausgezeichnet wurde. Auch in Österreich und der Schweiz erhielt Please Hammer, Don’t Hurt ’Em eine Goldene Schallplatte. Alleine durch Schallplattenauszeichnungen sind insgesamt 12,6 Millionen Verkäufe belegbar.
| Land/Region                  | Auszeichnungen für Musikverkäufe (Land/Region, Auszeichnung, Verkäufe) | Verkäufe   |
| ---------------------------- | ---------------------------------------------------------------------- | ---------- |
| Australien (ARIA)            | Platin                                                                 | 70.000     |
| Deutschland (BVMI)           | Gold                                                                   | 250.000    |
| Europa (IFPI)                | Gold                                                                   | (500.000)  |
| Frankreich (SNEP)            | Gold                                                                   | 100.000    |
| Italien (FIMI)               | Gold                                                                   | 50.000     |
| Japan (RIAJ)                 | 2× Platin                                                              | 500.000    |
| Kanada (MC)                  | 8× Platin                                                              | 800.000    |
| Neuseeland (RMNZ)            | 4× Platin                                                              | 60.000     |
| Niederlande (NVPI)           | Gold                                                                   | 50.000     |
| Österreich (IFPI)            | Gold                                                                   | 25.000     |
| Schweiz (IFPI)               | Gold                                                                   | 25.000     |
| Spanien (Promusicae)         | Platin                                                                 | 100.000    |
| Vereinigte Staaten (RIAA)    | Diamant                                                                | 10.000.000 |
| Vereinigtes Königreich (BPI) | 2× Platin                                                              | 600.000    |
| Insgesamt                    | 5× Gold · 18× Platin · 1× Diamant ·                                    | 12.630.000 |